# Bataille de Grumentum
Deuxième guerre punique
Batailles
219 av. J.-C. : Sagonte
218 av. J.-C. : Rhône, Cissa, Tessin, La Trébie
217 av. J.-C. : Victumulae, Plaisance, Èbre, Lac Trasimène, Geronium
216 av. J.-C. : Cannes, Selva Litana, Nola (1re)
215 av. J.-C. : Cornus, Dertosa, Nola (2e)
214 av. J.-C. : Nola (3e) 
 213 av. J.-C. : Syracuse
212 av. J.-C. : Capoue (1re), Silarus, Herdonia(1re)
 211 av. J.-C. : Bétis, Capoue (2e)
210 av. J.-C. : Herdonia (2e), Numistro
209 av. J.-C. : Asculum, Carthagène
208 av. J.-C. : Baecula
207 av. J.-C. : Grumentum, Métaure
206 av. J.-C. : Ilipa, Carthagène (2e) (ca)
204 av. J.-C. : Crotone
203 av. J.-C. : Utique, Grandes Plaines
202 av. J.-C. : Zama
Bataille de Grumentum désigne semble-t-il deux affrontements de la deuxième guerre punique.
T. Sempronius, surnommé Longus, obtint en -215 un succès près de Grumentum, en Lucanie, sur le Carthaginois Hannon. Il lui tua plus de deux mille hommes, et en perdit lui-même deux cent quatre-vingts ; il prit quarante et une enseignes. Chassé de Lucanie, Hannon se retira dans le Bruttium. Trois villes des Hirpiniens, qui avaient quitté le parti des Romains, Vercellium, Vescellium et Sicilinum, furent aussi reprises d'assaut par le préteur M. Valérius.
Un autre affrontement eut lieu à Grumentum en -207 entre les troupes romaines du consul Caius Claudius Nero et celles d'Hannibal Barca. La bataille est indécise, et Nero marche vers le Nord dans une manœuvre hardie pour rejoindre son collègue M. Livius Salinator et vaincre et tuer le frère d'Hannibal, Hasdrubal Barca, récemment arrivé d'Espagne par la Gaule, à la bataille du Métaure.